# کمیته المپیک کره شمالی
کمیته المپیک کره شمالی (کره‌ای: 조선민주주의인민공화국 올림픽 위원회) یک سازمان ورزشی است که نماینده کشور کره شمالی در کمیته بین‌المللی المپیک می‌باشد.
این سازمان که در سال ۱۹۵۳ تأسیس شده مسئول آماده‌سازی و اعزام ورزشکاران به بازی‌های المپیک، بازی‌های المپیک جوانان و بازی‌های آسیایی است.